# Friedrich Gottlieb Reinhold
Friedrich Gottlieb Reinhold (* 7. Mai 1801 in Danzig; † 8. Oktober 1878 ebenda) war ein Danziger Kaufmann, Reeder und Konsul der Hansestadt Hamburg in Danzig.
Zunächst leitete Reinhold eine Getreidegroßhandelsfirma (1831), übernahm dann aber am 18. Januar 1858 ein bereits länger bestehendes Reedereiunternehmen von D.R. Reehtz. Das Unternehmen wurde daraufhin umfirmiert zu F.G. Reinhold – Danzig – Schiffsmakler und Schiffsabrechner. Da Reinhold zu diesem Zeitpunkt keine Kenntnisse im See- und Hafengewerbe besaß, schloss er sich schon bald mit dem aus Stettin stammenden und aus Antwerpen kommenden Schiffsmakler Adolph Johannes Wilhelm Desiderius Siedler zusammen. Im Jahre 1863 wurde dieser zum Prokuristen ernannt, und im Jahre 1895 wurde er Teilhaber der F.G. Reinhold.  
Neben seinen geschäftlichen Aktivitäten war Reinhold von 1857 bis 1876 Konsul der Hansestadt Hamburg in Danzig.